# Хар ха-Менухот
Хар ха-Менухо́т (ивр. הר המנוחות‎, Гора Упокоения) — официальное муниципальное кладбище в Иерусалиме.

## Расположение кладбища

вид на гору и Иерусалим

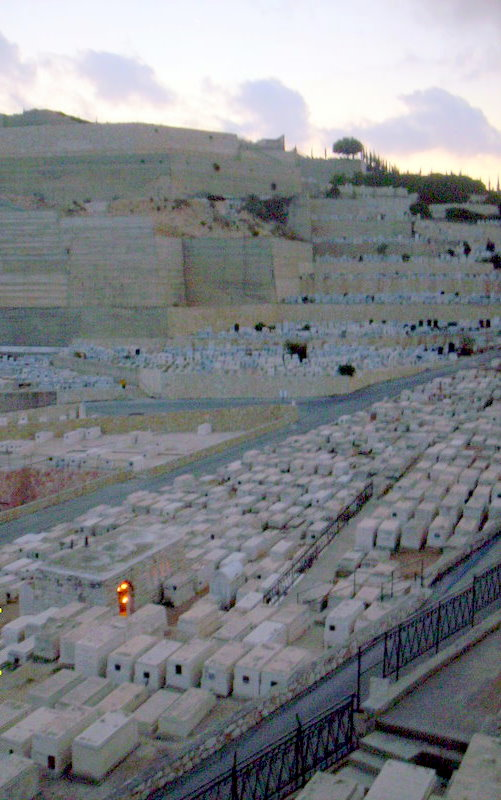
вид на гору и склеп Бааль Сулама

Кладбище находится на склонах одноимённой горы, на территории иерусалимского района Гиват Шауль, при въезде в Иерусалим по шоссе № 1. Протяжённость кладбища вдоль шоссе № 1 составляет более одного километра, оно является крупнейшим в Иерусалиме.
Гора является частью Иудейских гор. Высота горы составляет 750 метров над уровнем моря.

## История кладбища
Кладбище было основано в 1951 году по решению муниципалитета Иерусалима. Захоронения на кладбище проводятся вплоть до настоящего времени.

### Постройка склепа Бааль Сулама
По израильским законам на кладбище над могилами запрещено возводить постройки выше определённой высоты (1,5 метра). Тем не менее, в 1954 году, через месяц после захоронения на кладбище раввина Бааль Сулама, его ученики в течение одной ночи построили над его могилой склеп с превышением высоты. По ночам склеп освещён свечами, постоянно горящими внутри него.
В 1991 году возле склепа Бааль Сулама был похоронен его старший сын РАБАШ.

## Известные люди, похороненные на кладбище
- Барух Ашлаг — каббалист
- Бааль Сулам
- Бельский, Тувье — командир еврейского партизанского отряда
- Ицхак Бен-Цви — президент Израиля
- Йегуда Брандвайн
- Иехиэль Вайнберг
- Ицхак Кадури
- Меир Кахане и его сын Биньямин Кахане
- Моше Файнштейн
- Шломо Карлебах — «поющий рабби».
- Юрий Штерн
- Раввин Исраэль-Дов Одессер